# FO Deh 4/4 I
Der Deh 4/4 I ist eine schmalspurige Gepäcktriebwagenbaureihe der ehemaligen Furka-Oberalp-Bahn (FO), heute Matterhorn-Gotthard-Bahn (MGB), für Adhäsions- und Zahnradbetrieb. Die Baureihe umfasst fünf Fahrzeuge (Nummern 51 bis 55). Vier mechanisch ähnliche aber elektrisch andersartige Fahrzeuge wurden als Deh 4/4 21–24 von der Brig-Visp-Zermatt-Bahn (BVZ) beschafft und gehören heute ebenfalls zur MGB.

## Geschichte

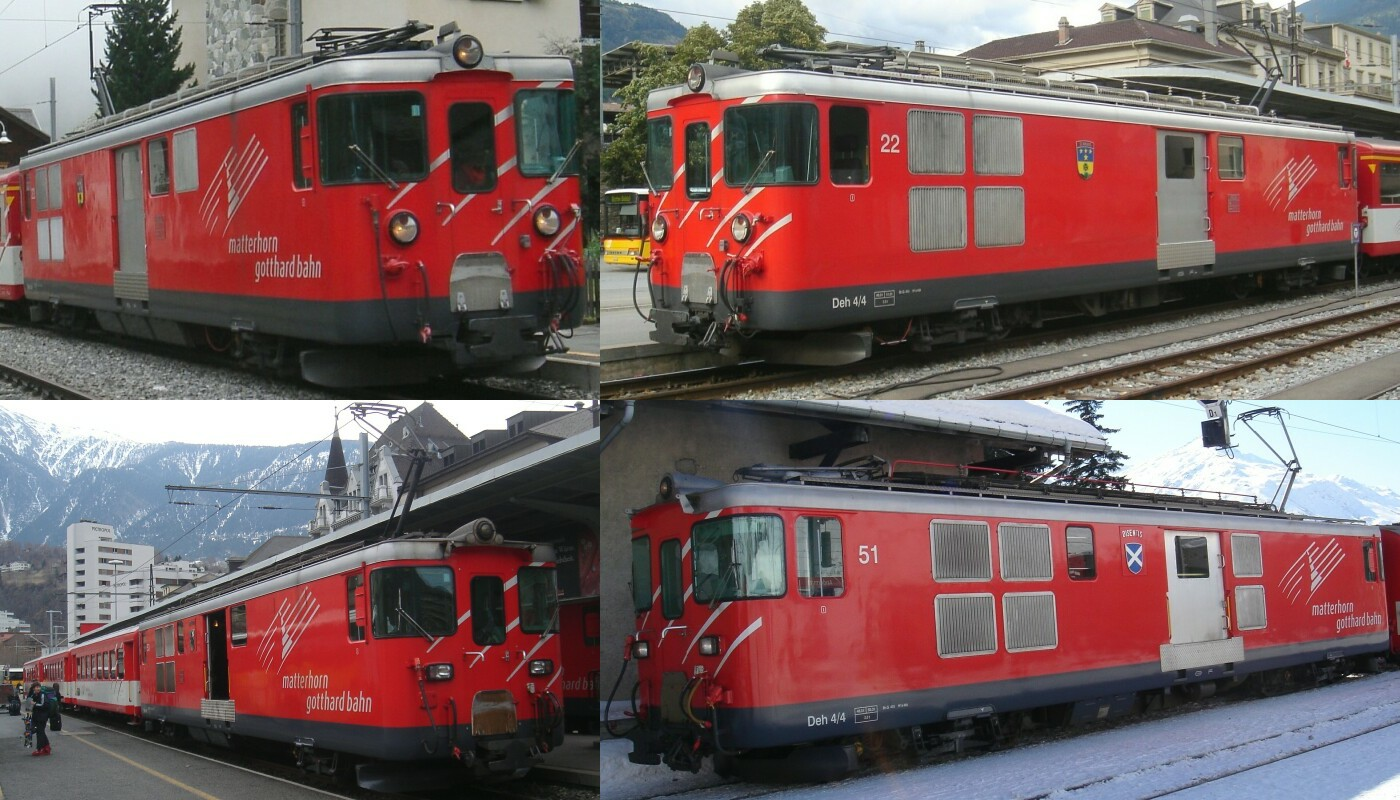
Vergleich beider Seiten des Wagenkastens der Deh ex BVZ (oben) und ex FO (unten)

Da das Rollmaterial in den 60er Jahren grossenteils veraltet und der Verkehr in der Wintersaison stark angestiegen war, benötigte die FO dringend leistungsfähigere Triebfahrzeuge. Man entschied sich für leistungsfähige Gepäcktriebwagen, die freizügig auf dem gesamten Netz eingesetzt werden konnten. Die fünf Fahrzeuge des Typs Deh 4/4 wurden 1972 bestellt und lösten die HGe 2/2 und die ABDeh 2/4 ab, die den Wintersportverkehr auf der Schöllenenbahn nicht mehr bewältigen konnten. Parallel zu den Triebwagen wurden vier Steuerwagen und acht passende Reisezugwagen beschafft, mit denen vier dreiteilige Pendelzüge gebildet werden konnten. 1977 wurde ein zusätzlicher fünfter Pendelzug aus vorhandenen Fahrzeugen zusammengestellt.
Ein Nachbau der FO-Deh 4/4 erhielt einen völlig andersartigen Kasten, weshalb diese Fahrzeuge bei der FO als Deh 4/4 I und II unterschieden wurden. Seit der Fusion zur MGB ist diese Bezeichnung nicht mehr gebräuchlich, die MGB unterscheidet die Serien nach den Nummernbereichen 21, 51 und 91.

## Technik

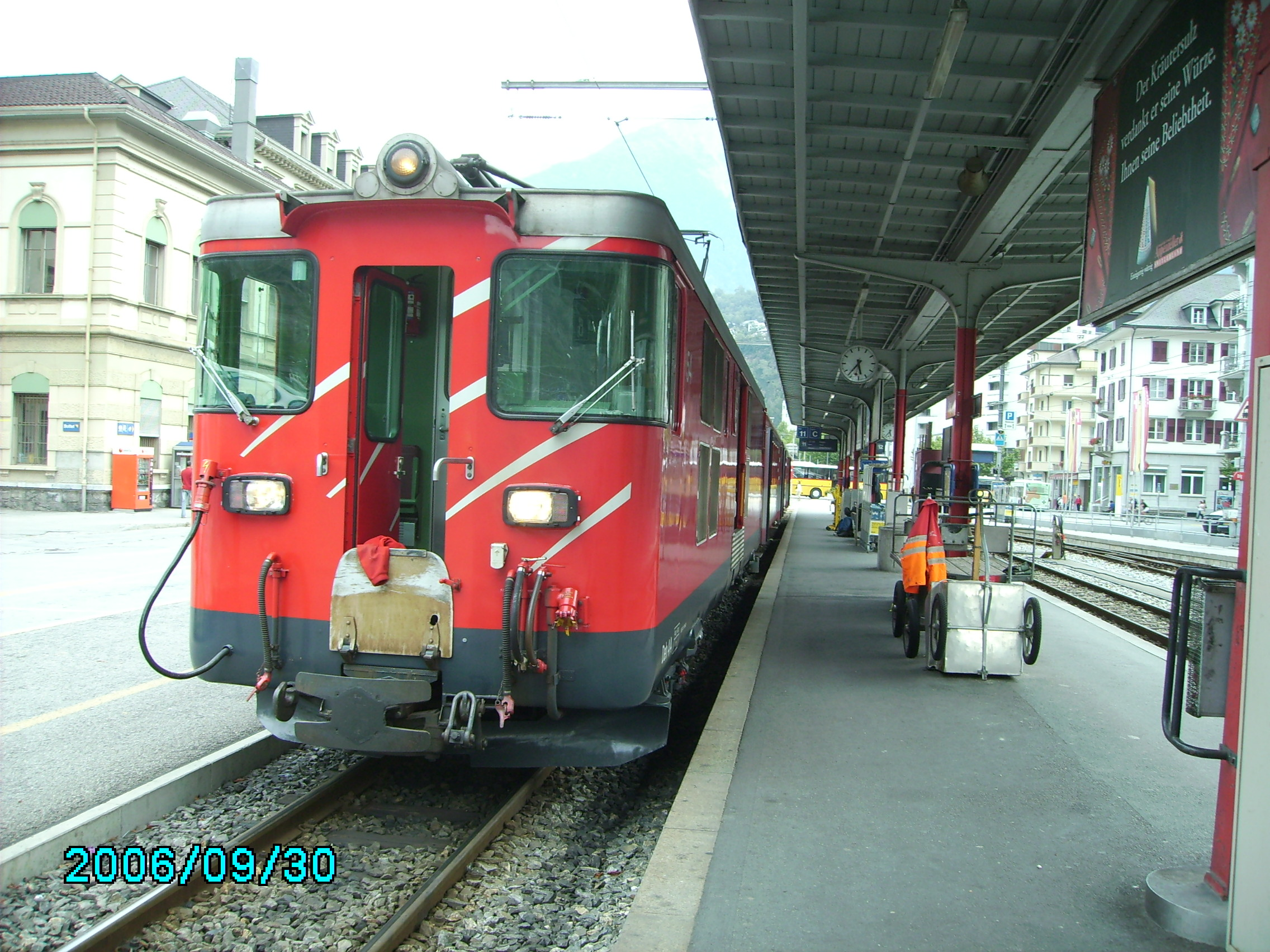
Deh 4/4 I 54 mit geöffneter Front-Tür

Aus Gründen der Gewichtseinsparung ist der Wagenkasten in Leichtmetallbauweise gefertigt. Die Apparateschränke mit der elektronischen und pneumatischen Ausrüstung sind im Gepäckraum in der Mitte untergebracht. Der Transformator befindet sich unter dem Wagenkasten, die Drehgestelle verfügen über jeweils zwei Motoren.

## Modernisierung
siehe FO Deh 4/4 II#Modernisierung

## Einsatz
siehe FO Deh 4/4 II#Betrieb

## Liste der Deh 4/4 der Matterhorn-Gotthard-Bahn

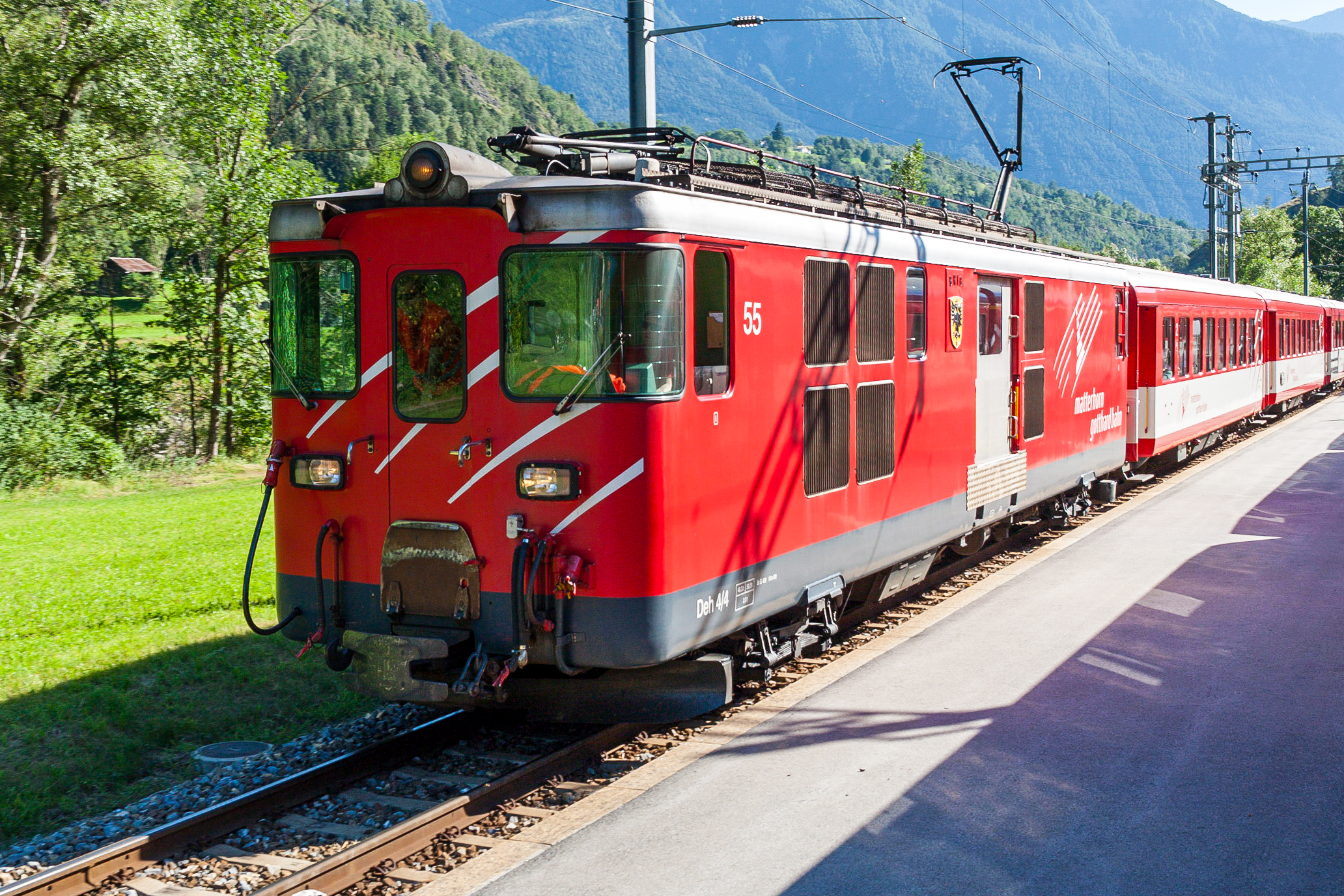
Deh 4/4 Nr. 55 „Brig“, 2010

| Betriebsnummer | Taufname        | Inbetriebnahme | Status      |
| -------------- | --------------- | -------------- | ----------- |
| 51             | Disentis/Mustér | 1972           | in Betrieb  |
| 52             | Tujetsch/Sedrun | 1972           | in Betrieb  |
| 53             | Urseren         | 1972           | in Betrieb  |
| 54             | Goms            | 1972           | in Betrieb  |
| 55             | Brig            | 1972           | abgebrochen |